# Municipio de Osceola (Illinois)
El municipio de Osceola (en inglés: Osceola Township) es un municipio ubicado en el condado de Stark, en el estado estadounidense de Illinois. En el año 2010 tenía una población de 1014 habitantes y una densidad de 11,03 personas por km².

## Geografía
El municipio de Osceola se encuentra ubicado en las coordenadas 41°11′45″N 89°41′36″O / 41.19583, -89.69333. Según la Oficina del Censo de los Estados Unidos, el municipio tiene una superficie total de 91.95 km², de la cual 91,92 km² corresponden a tierra firme y (0,03 %) 0,03 km² es agua.

## Demografía
Según el censo de 2010, había 1014 personas residiendo en el municipio de Osceola. La densidad de población era de 11,03 hab./km². De los 1014 habitantes, el municipio de Osceola estaba compuesto por el 97,24 % blancos, el 0,59 % eran afroamericanos, el 0,2 % eran amerindios, el 0,99 % eran de otras razas y el 0,99 % eran de una mezcla de razas. Del total de la población el 2,07 % eran hispanos o latinos de cualquier raza.